# 基氏軟漢魚
基氏軟漢魚（学名：Teramulus kieneri）為輻鰭魚綱銀漢魚目銀漢魚科的其中一種。

## 分布
本魚目前僅之分布於馬達加斯加東岸。

## 特徵
本魚體延長，側扁，頭部無小齒列；頭大、眼大、口小，吻部顯著突出；上腭骨具小而強壯彎曲之齒，齒骨上有發達之齒，但數量不多。鋤骨、口蓋骨、翼狀骨亦具齒；前上腭骨後端僅超過眼眶前緣之下方，前上突起之長略大於眼徑，側突高聳；齒骨向後彎曲斜昇；前鰓蓋骨後緣近似垂直，在直角之上方具一明顯缺刻。背鰭2枚，第一背鰭較小，位於體背之中央，亦即在腹鰭末端之上方，具4~5枚硬棘；第二背鰭具1硬棘及9~11枚軟條，其起點在第一背鰭末端之下方；肛門前位，開口於腹鰭末端之腹緣；尾鰭深開叉；無側線，體被圓鱗，具6~7縱列，一縱列鱗約36~37枚。體銀白色，略透明，體中線暗色；背部各鱗之外圍具黑色素胞；背鰭膜上具黑色素胞，胸鰭基底暗色，各鰭透明。體長可達5公分。

## 生態
棲息於紅樹林、河口及海岸沼澤之半鹹水水域。

## 經濟利用
非食用魚，產量不多，可作釣餌。